# برالايا
برالايا (بالسنسكريتية: प्रलय)‏، و(بالإنجليزية: Pralaya)‏، هو مفهوم في علم الآخرات الهندوسية. وبشكل عام، يشير إلى أربع ظواهر مختلفة، حيث يستخدم استخدامًا شائع للإشارة إلى حدث انحلال الكون بأكمله التابع لكالبا، وهي فترة 4.32 مليار سنة تسمى براهمابرالايا.